# الجمعية البرلمانية لمجلس أوروبا
الجمعية البرلمانية لمجلس أوروبا (PACE) هي واحدة من الأجهزة القانونية لمجلس أوروبا، وهي منظمة دولية مكرسة لدعم حقوق الإنسان والديمقراطية وسيادة القانون، والتي تشرف على المحكمة الأوروبية لحقوق الإنسان. وهي مكونة من 318 برلمانياً من البرلمانات الوطنية لدول المجلس ال 47 في أوروبا، وتجتمع أربع مرات في السنة للجلسات العامة لمدة أسبوع في ستراسبورغ.
عقدت الجمعية دورتها الأولى في ستراسبورغ في 10 أغسطس 1949.

## مزيد من القراءة
- (بالفرنسية) Le Conseil de l'Europe, Jean-Louis Burban, publisher PUF, collection « ماذا أعلم », n° 885.